# Паскаль Піньйон
Паскаль Піньйо́н (фр. Pasqual Piñón; (1889  — 1929 ), відомий як Двоголовий мексиканець — цирковий артист цирку Селлс-флото на початку 1900-х років.

## Життєпис
Залізничник з Техасу був помічений промоутером інтермедії. Його увагу привернула кіста або пухлина на маківці Паскаля Піньйона. За допомогою воску вони зробили на пухлині обличчя, так що здавалося, що у Паскаля дві голови. У деяких записах говориться, що обличчя було зроблено зі срібла, і хірургічним шляхом поміщено під шкіру. Після кількох років гастролей директор цирку заплатив за видалення пухлини.
У реальному житті друга голова може існувати при хворобі craniopagus parasiticus .

## У культурі
У романах Пера Орлова «Падіння», «Книга про Бланш і Марі» та в художній розповіді Крістін Харлі «Мій домашній трилобіт» фігурував Паскаль.